# 珀居
珀居（英語：Peak Castle）是由英皇集團（國際）有限公司發展，位於香港新界屯門小欖冠發街，14座獨立洋房，每戶設有私人泳池、花園及天台，實用面積由2,761平方呎至4,132平方呎（另加花園），設3房2廳（連雙套房）至4房2廳（連4套房）間隔；項目設會所，內有健身室及休息室等。於2018年7月開售。

## 交通
鄰近港珠澳大橋、香港國際機場。

## 鄰近
- 哈羅香港國際學校
- 黃金海岸

## 記錄
1號洋房於7月6日以1.35億元賣出，呎價記錄3.3萬元，創當時新界西北區最高記錄。

## 面積
- 1號洋房：實用面積達4,132平方呎，屬4房4套房間隔，花園面積約4,873平方呎[7]。
- 2號洋房：實用面積約3,374平方呎，屬4房3套房間隔，花園及天台面積分別約為1,989平方呎及1,183平方呎。
- 3號洋房：實用面積約3,355平方呎，屬4房*3套房設計；花園及天台面積分別為2,257平方呎及1,183平方呎。
- 5號洋房：實用面積約3,357平方呎，屬4房*3套房設計，室內活動空間不少。洋房配設花園及天台，面積分別為2,293平方呎及1,183平方呎。
- 6號洋房：實用面積約3,677平方呎，屬4房3套房設計；設有寬廣戶外空間，花園面積廣達4,811平方呎，天台面積為1,320平方呎[8]。
- 7號洋房：實用面積約2,776平方呎，屬3房*3套房設計；花園面積達4,393平方呎，天台面積為967平方呎。
- 8號洋房：實用面積約2,761平方呎，屬3房*3套房設計；花園面積達1,463平方呎，天台面積為935平方呎。
- 9號洋房：實用面積約2,810平方呎，屬3房*3套房設計；花園及天台面積分別為1,588平方呎及977平方呎。
- 10號洋房：實用面積約2,831平方呎，屬3房*3套房設計；花園面積達1,870平方呎，天台面積為972平方呎。
- 11號洋房：實用面積約2,836平方呎，屬3房*3套房設計；花園及天台面積分別為1,931平方呎及977平方呎。
- 12號洋房：實用面積約2,784平方呎，屬3房2套房設計；花園面積達2,097平方呎，天台面積為928平方呎。
- 13號洋房：實用面積約2,784平方呎，屬3房2套房設計；花園及天台面積分別為1,988平方呎，天台面積為928平方呎。
- 15號洋房：實用面積約2,775平方呎，屬3房2套房設計；花園面積達1,991平方呎，天台面積為928平方呎。